# Alex Yermolinsky
Alex Yermolinsky (en ruso: Алексей Владиславович Ермолинский, Alekséi Vladislávovich Yermolinski; nacido el 11 de abril de 1958 en Rusia) es un Gran Maestro Internacional de ajedrez, nacionalizado estadounidense.
En 1992, representó a USA en las olímpiadas de ajedrez.
En 1993, ganó el Campeonato de ajedrez de Estados Unidos, un título que compartió con Alexander Shabalov. 
En 1996, Alex era el campeón único de los Estados Unidos.
En enero de 2007, ocupa el puesto 514º del mundo en la lista de la FIDE, con un elo de 2523 y el número 25º de EE. UU. 
En 2007, vive en California, EE. UU. y trabaja en una empresa farmacéutica, también disfruta con la música y el deporte.